# Cas9

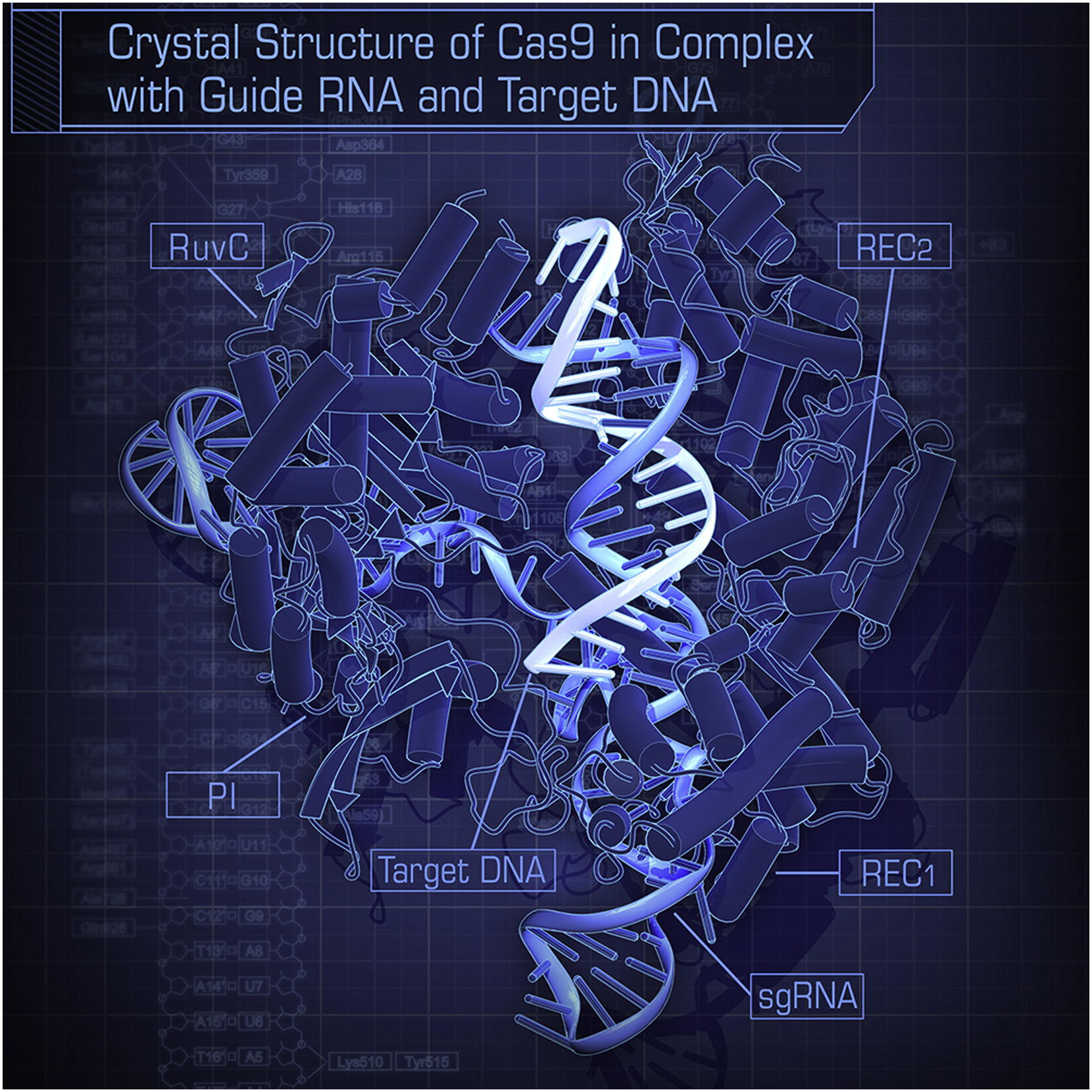

Cas9 (CRISPR associated protein 9) är en endonukleas, ett enzym, som är specialiserat på att skära av DNA i var och en av de båda kedjorna i en genomdubbelspiral. 
Cas9-enzymet är associerat med CRISPR (Clustered Regularly Interspaced Short Palindromic Repeats) i den immunförsvarsmetod mot virus, som bland annat bakterien Streptococcus pyogenes använder sig av. Bakterien använder Cas9 som verktyg för att upptäcka och förstöra främmande DNA. Cas9 undersöker den främmande DNA i ett inkommande virus och jämför sekvenser med sekvenser i ett styr-RNA. Om då en sekvens upptäcks, som överensstämmer med en "felaktig" sekvens i styr-RNA, klipper enzymet upp denna bit av DNA.  
Cas9 används i den genmanipulativa CRISPR/Cas9-metoden, som sedan omkring 2012 inneburit väsentligt mer preciserad och pålitlig teknik för att påverka DNA-strängar i cellkärnor på önskvärt sätt genom att byta ut vissa DNA-sekvenser. Emmanuelle Charpentier och hennes forskargrupp vid Molecular Infection Medicine Sweden (MIMS) vid Umeå universitet upptäckte 2009 Streptococcus pyogenes utnyttjande av enzymet Cas9 i sitt försvar mot virusangrepp, senare publicerat i Nature 2011 och Science 2012. Forskning av Emmanuelle Charpentier och Jennifer Doudna, som publicerades 2012, möjliggjorde arbete med stabiliserad konstgjord Cas9, vilket lett till en serie framsteg beträffande användning av denna gensax-teknik i olika sorts organismer. Stora förhoppningar knyts till väsentliga framsteg inom genteknologi på basis av användning av CRISPR-Cas9-metoden:
| ”                                                         | RNA-styrda Cas9-nucleaser som kommer från clustered regularly interspaced short palindromic repeats (CRISPR)-Cas-system har dramatiskt förändrat vår förmåga att redigera genomer hos olika organismer. Vi tror att tekniker som baseras på Cas9, en enskild förenande faktor som har förmåga att colocalize (att förena i samma cell) RNA, DNA och protein, kommer att ge långt mer kontroll än vad tidigare metoder gett över cellers organisation, reglering, och beteende. | „ |
| – Prashant Mali, Kevin M Esvelt och George M Church, 2013 | |   |